# FC 네프치 페르가나
FK 네프치 페르가나(FK Neftchi Farg'ona)는 우즈베키스탄 페르가나의 축구 클럽 팀이다.

## 선수 명단

### 현역
참고: FIFA 자격 규정에 따라 소속된 국가대표팀 국기를 표시합니다. 선수는 복수의 FIFA 비회원국 국적을 가지고 있을 수 있습니다.
| 번호 | 포지션 | 국적       | 이름                |
| ---- | ------ | ---------- | ------------------- |
| 4    | DF     | 세르비아   | 보얀 시게르         |
| 8    | MF     | 몬테네그로 | 블라디미르 요보비치 |
| 32   | FW     | 세르비아   | 조란 마루시치       |

| 번호 | 포지션 | 국적 | 이름 |
| ---- | ------ | ---- | ---- |

## 역대 감독
| 감독            | 임기   |
| --------------- | ------ |
| 비탈리 레브첸코 | 2022 ~ |

## 주요 성적
- 우즈베키스탄 리그: 우승 5회 (1992, 1993, 1994, 1995, 2001)
- 우즈베키스탄 컵: 우승 2회 (1994, 1996)